# Jan van den Eynde
Jan van den Eynde (Anversa, fine XVI secolo o inizio XVII secolo – Napoli, 1674) è stato un mercante, banchiere, collezionista d'arte e mecenate fiammingo.

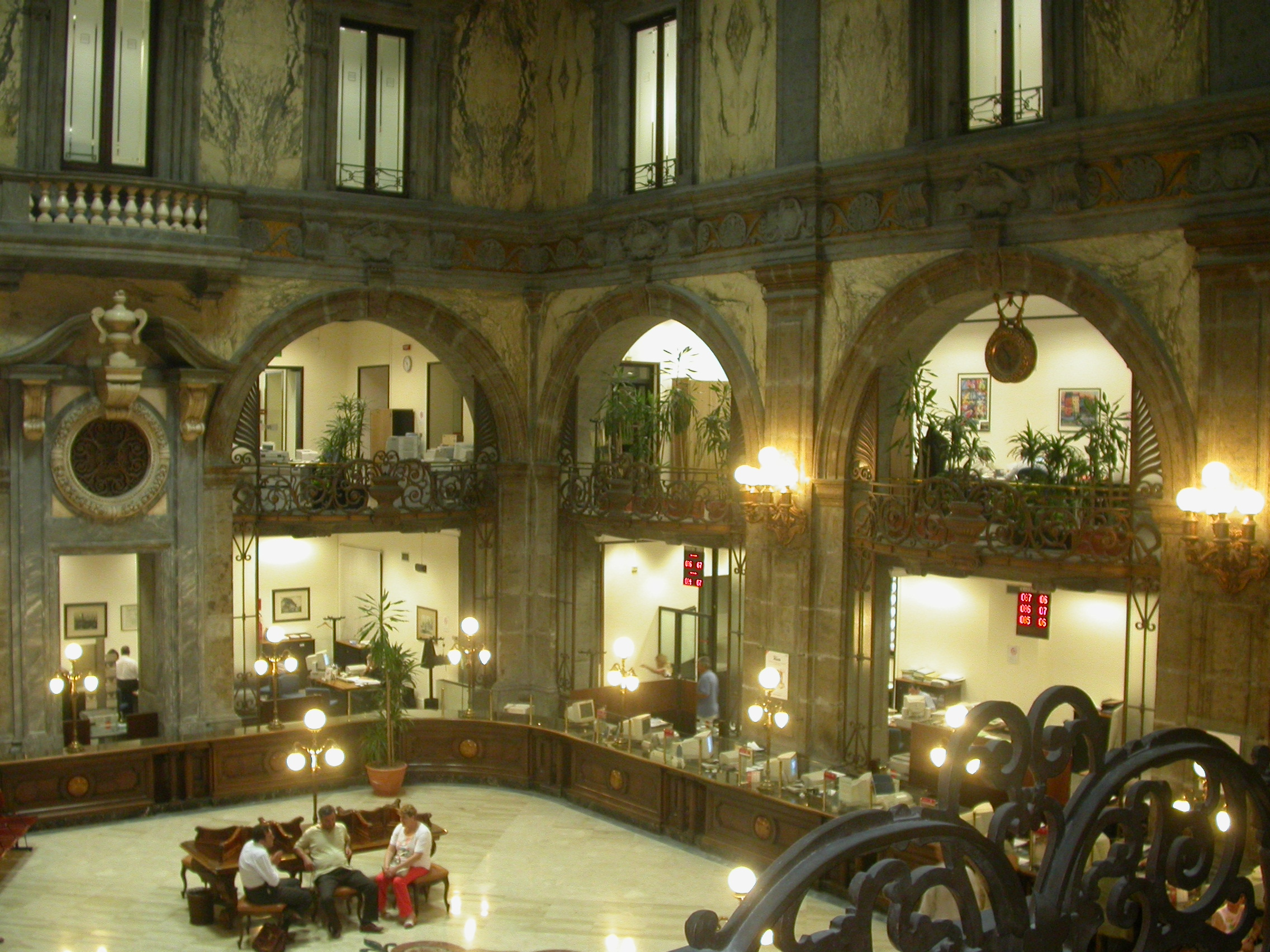
Salone del Palazzo Zevallos

Van den Eynde era fratello del collezionista d'arte e mercante originario dei Paesi Bassi Ferdinand van den Eynde, e padre di Ferdinando van den Eynde, I marchese di Castelnuovo. Quest'ultimo ebbe tre figlie: Elisabetta van den Eynde, principessa di Belvedere e baronessa di Gallicchio e Missanello; Giovanna van den Eynde, principessa di Galatro e Sonnino, e Caterina van den Eynde.

## Famiglia e origini
Van den Eynde nacque ad Anversa, nei Paesi Bassi spagnoli, in una ricca famiglia di imprenditori, artisti e mercanti, che faceva probabilmente parte della nobiltà locale. I Van den Eynde erano imparentati con diversi artisti olandesi di spicco, tra cui si annoverano Brueghel, Jode, e Lucas e Cornelis de Wael. Lucas e Cornelis de Wael erano nipoti di Ferdinand van den Eynde.

## Esodo in Italia
All'inizio del XVII secolo, almeno due Van den Eynde si trasferirono in Italia. Jan e suo fratello Ferdinand partirono dalle Fiandre separatamente, arrivando in Italia nella prima metà del diciassettesimo secolo. Sembra Ferdinand fosse attivo a Venezia già nel secondo decennio del XVII secolo. Successivamente, egli si spostò a Genova, probabilmente attorno al 1619, prima di trasferirsi definitivamente al sud.
Jan, invece, è riportato per la prima volta a Napoli, poiché egli non seguì suo fratello a Venezia, né lo raggiunse poi a Genova.

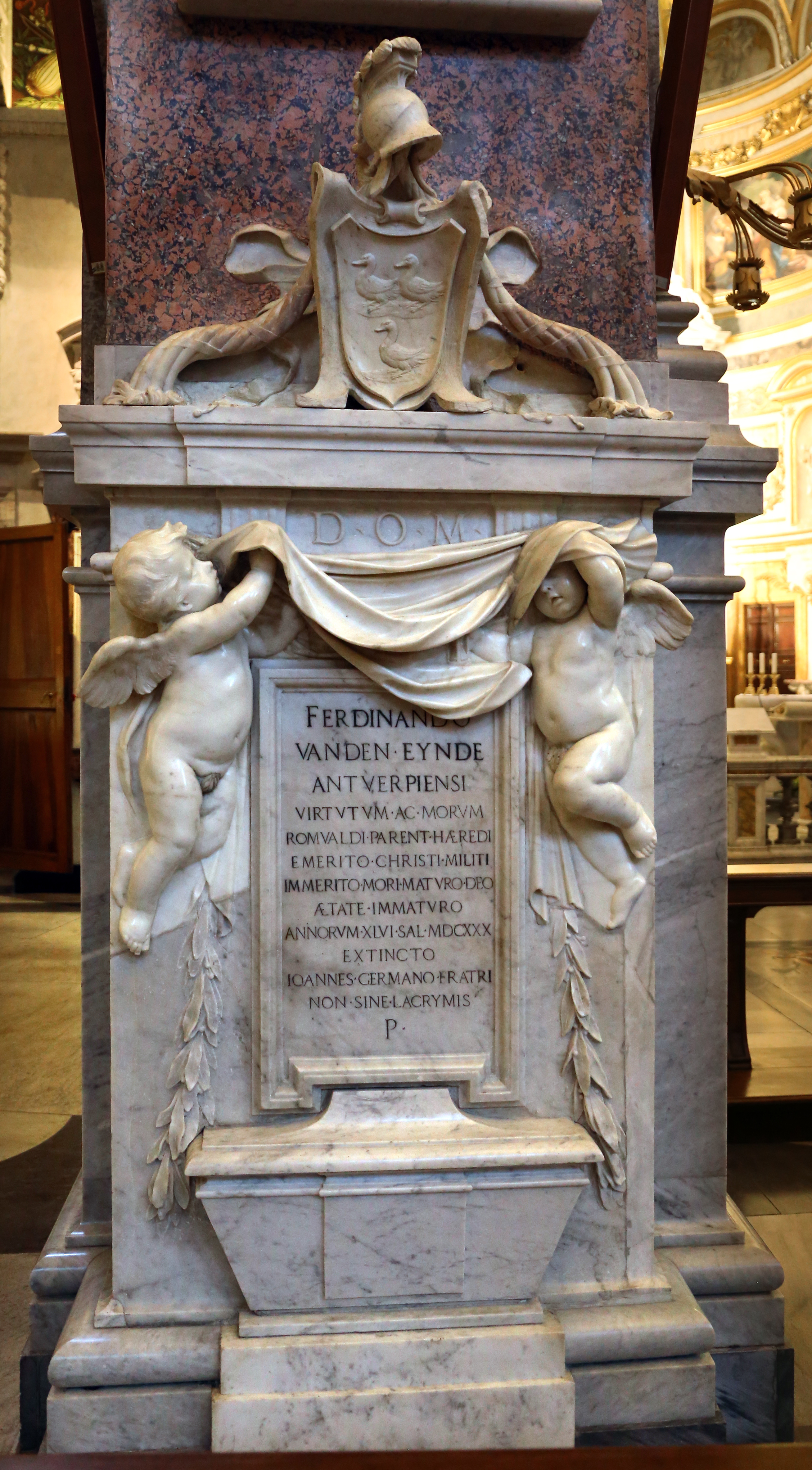
Tomba di Ferdinand van den Eynde, opera di François Duquesnoy, Santa Maria dell'Anima, Roma

Tra il 1633 e il 1640, François Duquesnoy realizzò a Roma un monumentale epitaffio dedicato a Ferdinand, il fratello di Jan. I putti inclusi in questo monumento funerario sono considerati una delle migliori realizzazioni del Duquesnoy. Sia Giovanni Battista Passeri che Giovanni Pietro Bellori sottolinearono la fama dei putti di van den Eynde, i quali funsero da modelli del putto ideale per gli artisti contemporanei e dei decenni successivi. Altri artisti di rilievo elogiarono i putti di van den Eynde. Tra questi si annoverano Johann Joachim Winckelmann (generalmente un aspro critico della scultura barocca) e Peter Paul Rubens, che ne richiese una copia commentando "Non so come [...] io possa lodare sufficientemente la loro bellezza. Sembra sia stata la natura stessa, piuttosto che l'arte, ad averli formati: il marmo è levigato in carne viva."
Ferdinand morì prematuramente a Roma nel 1630, venendo sepolto a Santa Maria dell'Anima. Suo nipote, Cornelis de Wael, fu sepolto accanto a lui. Due giorni prima della sua morte, Ferdinand stilò un testamento in cui lasciava la sua collezione d'arte a suo fratello Jan.
A Napoli, Jan si era affermato inizialmente come commerciante di grano, seta, diamanti e pizzi. In seguito, van den Eynde divenne anche un banchiere di successo. Nel 1636, van den Eynde stipulò una partnership con Gaspar Roomer, la cui compagnia si occupava di assicurazioni navali, commerciando inoltre beni di lusso, pizzi, seta, grano, e diamanti. Quando van den Eynde divenne partner di Roomer, e comproprietario della sua azienda, vi fu un aumento sostanziale nel volume d'affari dell'azienda, in particolare nelle operazioni di brokering e nel commercio della seta.
Jan van den Eynde divenne estremamente ricco. Ciò gli permise, tra le altre cose, di acquistare un titolo nobiliare per suo figlio Ferdinando. Nel 1653 egli acquistò inoltre il monumentale Palazzo Zevallos Stigliano (nel centro di Napoli). Van den Eynde riempì il palazzo con una colossale collezione di dipinti, ad opera di artisti quali Leonard Bramer, Giacinto Brandi, Jan van Boeckhorst, Jan Brueghel il Vecchio, Paul Bril, Viviano Codazzi, Aniello Falcone, Guercino, David de Haen, Pieter van Laer, Jan Miel, Cornelius van Poelenburch, Cornelis Schut, Goffredo Wals, Bartolomeo Passante, Mattia Preti, Pieter Paul Rubens, Carlo Saraceni, Massimo Stanzione, Van Dyck, Simon Vouet, Pieter de Witte e molti altri. Durante tutto il periodo barocco, quella dei Van den Eynde fu la più grande collezione di dipinti a Napoli e nel napoletano. Essa comprendeva alcune delle migliori opere di pittori italiani e fiamminghi. Le collezioni dei Van den Eynde influenzarono altri collezionisti d'arte dell'epoca, ed ebbero un'influenza fondamentale sulla nascente generazione di pittori locali. Jan van den Eynde non solo divenne uno degli uomini più ricchi di Napoli, ma anche una delle figure più importanti nella città meridionale, stringendo stretti legami con la nobiltà italiana e intrattenendo relazioni personali con i viceré. I napoletani lo chiamavano Vandìn.

## Ultimi anni e progenie
Jan van den Eynde fece testamento nel 1671. Morì a Napoli nel 1674, lo stesso anno in cui morì suo figlio Ferdinando.
Ferdinando, I marchese di Castelnuovo, era l'erede universale di Jan van den Eynde. Tuttavia, nel 1671 van den Eynde ordinò diversi legati. Egli lasciò un reddito annuale di 10 000 ducati al neonato nipote, Don Giovanni Mastrillo-van den Eynde, III marchese di Gallo (poi IV duca di Marigliano), figlio di sua figlia Caterina van den Eynde, a patto che egli aggiunga "Van den Eynde" al suo cognome (item lascio jure legati a D. Giovanni Mastrillo Marchese del Gallo mio carissimo nipote docati 10mila di capitale con sue annue entrate, cioè docati 5000 sopra la gabella del carlino a staro d 'oglio, che da me si possiede, e gli altri docati 5000 sopra la grana 25 ad oncia con li loro frutti, con condizione, che appresso il suo Cognome si deve mettere il mio di Vandeneynden) e che il diritto a 10 000 ducati ricavati dalle sue terre non sia mai ceduto.
Van den Eynde ordinò un legato identico per il futuro primogenito della sua seconda figlia, Donna Giovanna Maria van den Eynde (madre di Giuseppe di Gennaro Vandeneynden, I principe di Sirignano), e di Don Filippo di Gennaro, con le stesse condizioni: che il cognome Van den Eynde sia adottato dal nipote e che il lascito non venga ceduto o venduto. Anche il matrimonio della seconda figlia produsse prole, ed entrambi gli eredi accettarono l'aggiunta di Van den Eynde al loro nome.
Il figlio di van den Eynde, Ferdinando (per il quale, come già accennato, il padre acquistò un titolo nobiliare) sposò Olimpia Piccolomini, nipote del cardinale Celio Piccolomini. Ferdinando collaborò con suo padre ai lavori di restauro di Palazzo Zevallos Stigliano, ampliò la sua collezione d'arte, e costruì la Villa Carafa di Belvedere, allora nota come Palazzo Vandeneynden, sul Vomero. Ferdinando ebbe due figlie: Elisabetta e Giovanna, che sposarono gli eredi di due delle più potenti famiglie italiane, i Colonna e i Carafa. Entrambi i matrimoni produssero prole.